# Hapalogymnes
Hapalogymnes es un género monotípico de mantis  (insectos del orden Mantodea). Su única especies es: Hapalogymnes gymnes y es originaria de Transvaal y Zimbabue.